# Wintermarkt Jokkmokk

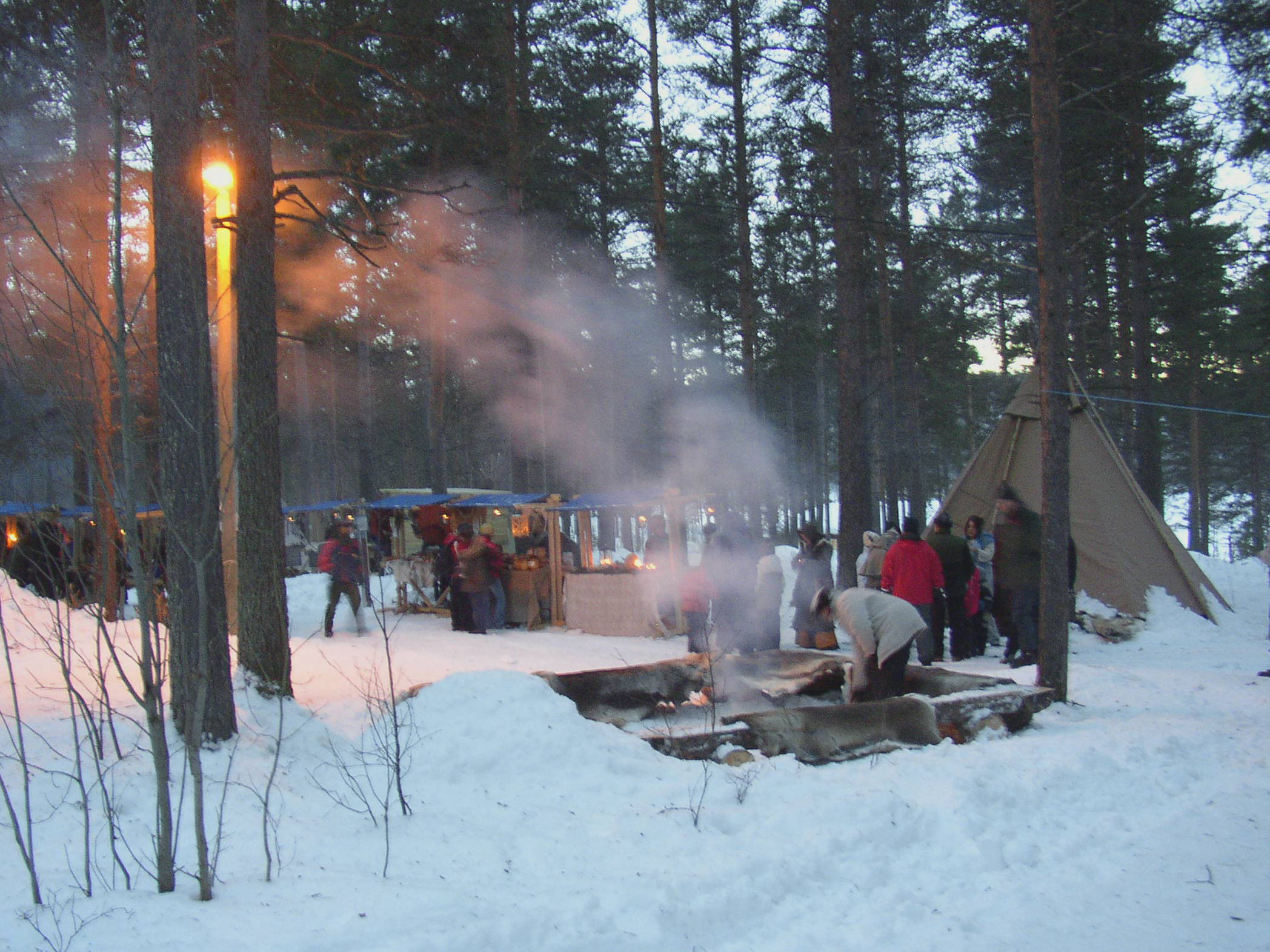
Historischer (Living-History) Markt zum Jubiläum 2005

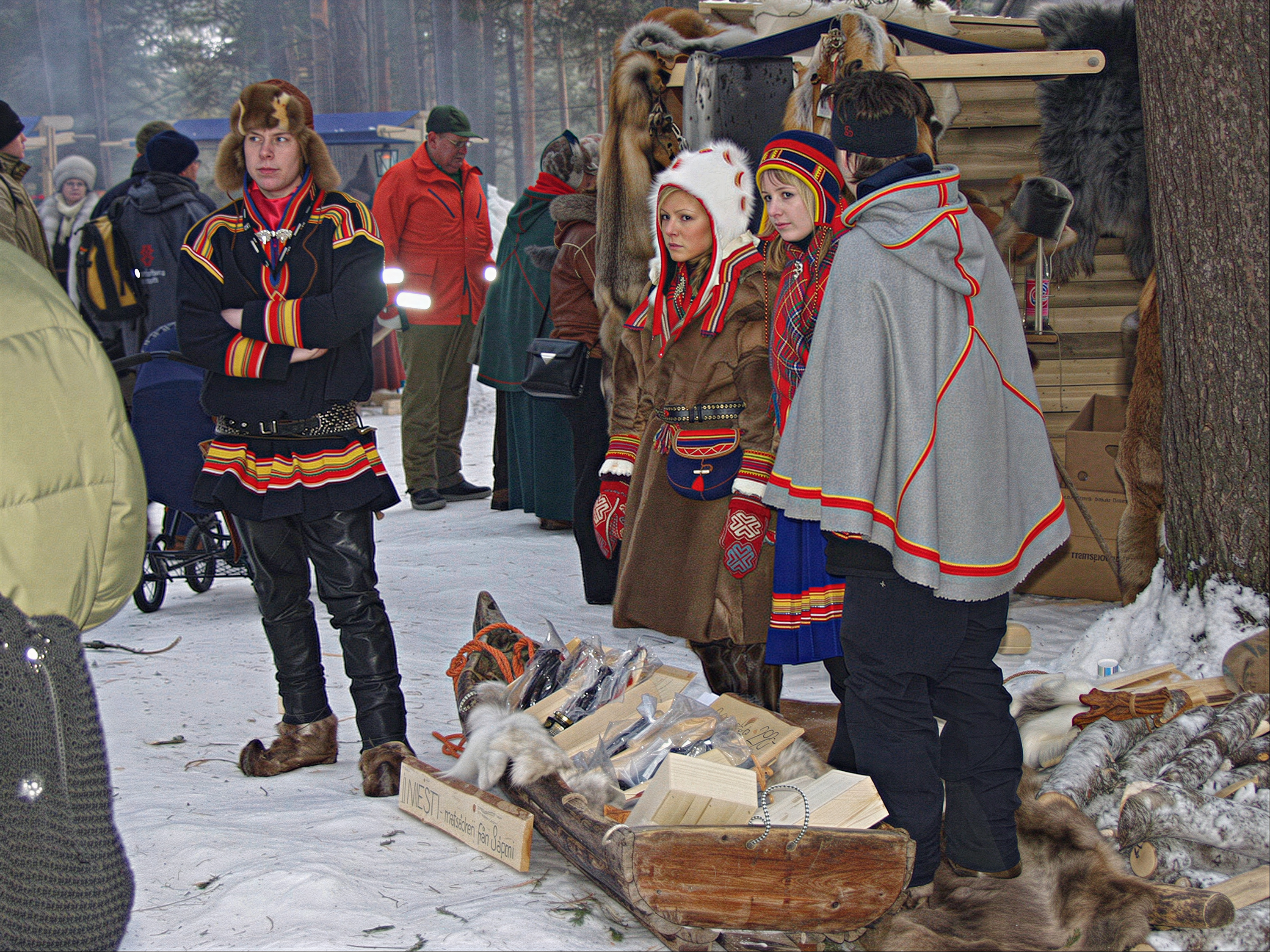
Junge Samen auf dem Historischen Markt

Ende Februar 1605 wurde der erste offizielle Samenmarkt im schwedischen Jokkmokk abgehalten, der bis heute den Namen Jokkmokks Vintermarknad („Jokkmokks Wintermarkt“) trägt und der seitdem jedes Jahr am ersten Donnerstag im Februar beginnt und am darauffolgenden Samstag endet. Damit gehört er zu den ältesten Märkten der Welt.

## Geschichte
Schon im 16. Jahrhundert war die Gegend von Jokkmokk ein Handelsplatz für Samen, Schweden und Finnen in der Region um den Fluss Luleälv, obwohl zu dieser Zeit dort noch keine dauerhafte Besiedlung existierte. Erst als König Karl IX im Jahre 1602 den Ort als einen von verschiedenen Marktplätzen in der Lappmark festlegte, entstand um die neu errichtete Kirche eine erste Ansiedlung.
Neben der Vereinfachung des Handels mit den verstreut in der Wildnis umherziehenden Samen trug die Einrichtung des Marktes deutlich kolonialistische Züge. Das galt sowohl für die Missionierung durch die Kirche, die vor allem bei Taufen und Hochzeiten stattfand, als auch zur Machtausweitung des schwedischen Königreiches auf die Urbevölkerung Lapplands. Der Markt diente als Gerichtsstätte, Entrichtungsstelle für Steuern und Kontrollpunkt zur Erfassung der samischen Bevölkerung. Anfangs wurden die staatlichen Aufgaben allerdings von finnischen Händlern – sog. Birkarlar – treuhänderisch übernommen, so dass diese sich im Laufe der Zeit Reichtum und Einfluss sichern konnten.
In der ersten Zeit wurde der Markt zur Papstmessenzeit um den 25. Januar gehalten und dauerte etwa zwei bis drei Wochen. Nach den Zwangsumsiedlungen der Samen im 18. Jahrhundert und der zunehmenden Besiedlung durch Schweden ging die Bedeutung des Marktes zurück, so dass er bis in die 1940er Jahre nur noch zwei Tage dauerte. Zum 350-jährigen Jubiläum im Jahre 1955 erweiterte man die Marktzeit auf drei Tage und weitete die Anzahl der Marktstände deutlich aus, um das Ereignis für den Tourismus interessant zu machen. Diese Ausrichtung gewann in den Folgejahren immer mehr Bedeutung.

## Der moderne Markt

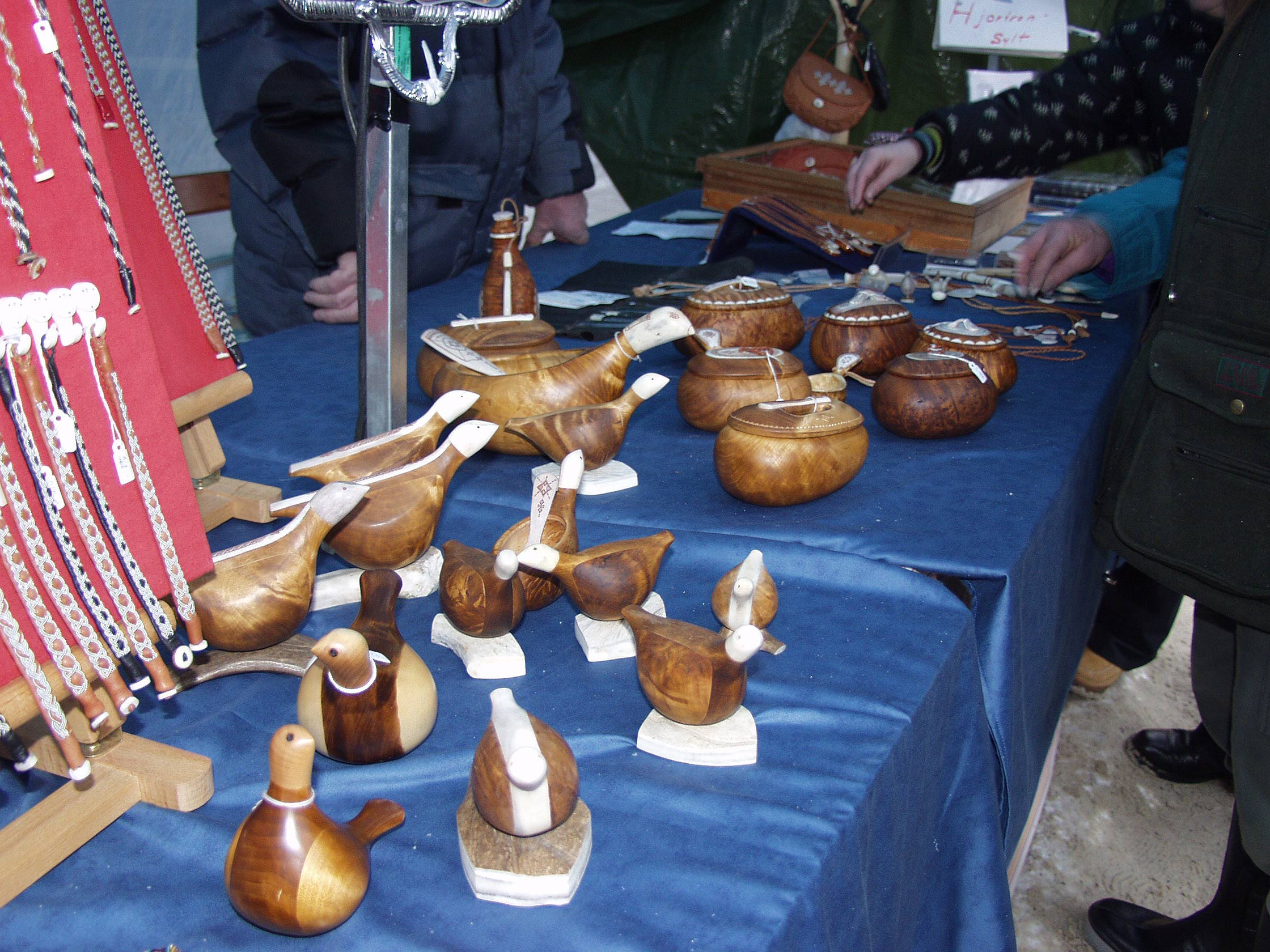
Samisches Kunsthandwerk

Dennoch ist Jokkmokks Wintermarkt auch heute noch primär das gesellschaftliche Ereignis der Samen ganz Skandinaviens einschließlich Finnlands und der russischen Kola-Halbinsel. Seit den 1990er Jahren besinnen sich auch mehr und mehr junge Samen ihrer Wurzeln und legen zum Wintermarkt ihre traditionellen Trachten an. Neben den immer noch stattfindenden Taufen und Hochzeiten werden an Ständen, in Schulgebäuden, Gemeinderäumen und Werkstätten Kleidung, Stoffe, Felle, Rentierfleisch, Schnitzhölzer, Birkenrinde und andere Rohstoffe für das Kunsthandwerk feilgeboten. Gleichzeitig finden Konzerte samischer Musiker, Tanzabende, Modenschauen und Kunstausstellungen statt. Auf dem zugefrorenen Talvatis-See werden Rentierschlittenrennen ausgetragen. Für die nichtsamischen Besucher findet sich ein breites Angebot an samischem Kunsthandwerk und ein historischer Markt in „Living-History-Manier“. Während der Marktwoche, die in der kältesten Zeit des Jahres liegt, besuchen um die 40.000 Menschen die Kleinstadt, so dass sämtliche Unterkünfte inklusive der Turnhallen und samischen Zelte schon Monate im Voraus komplett ausgebucht sind.
Für den Wintermarkt verkehren auf der Inlandsbahn Sonderzüge, deren Nordteil im Winterhalbjahr fast gänzlich ohne Verkehr ist.

## Bilder

Der 400-jährige Jubiläum-Jahrmarkt im Februar 2005
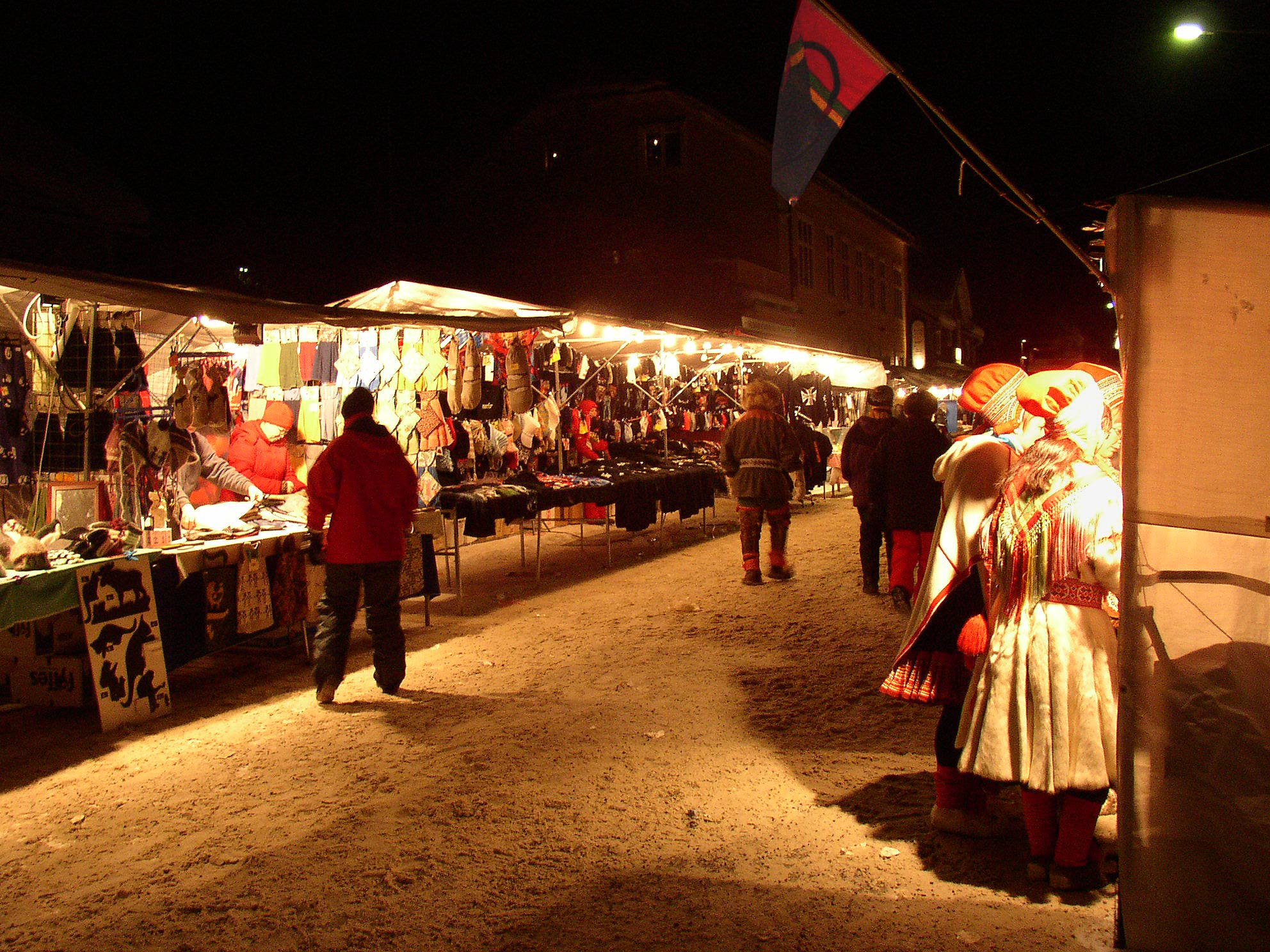
Der moderne Markt am Abend
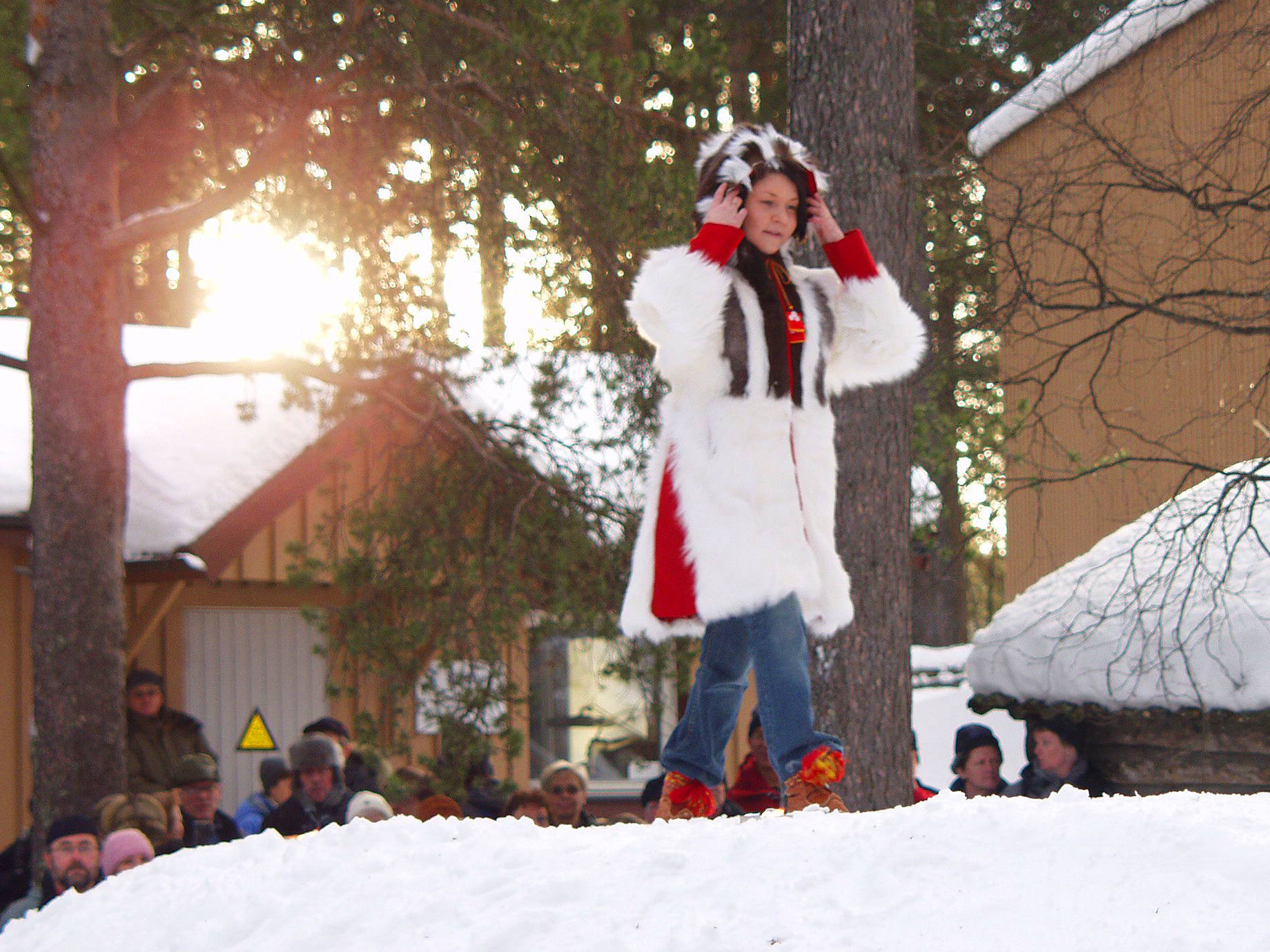
Modenschau samischer Designer
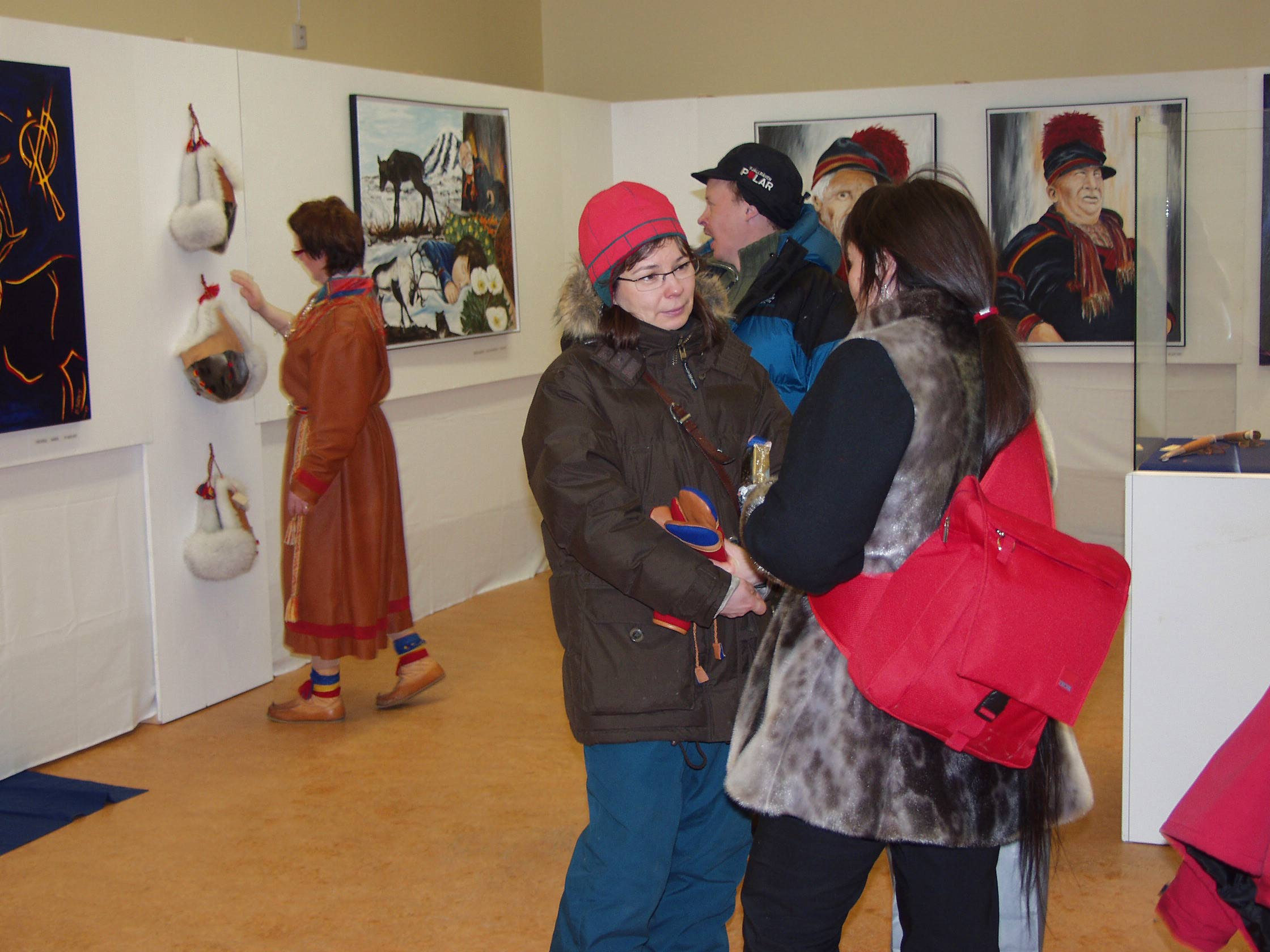
Kunstausstellung
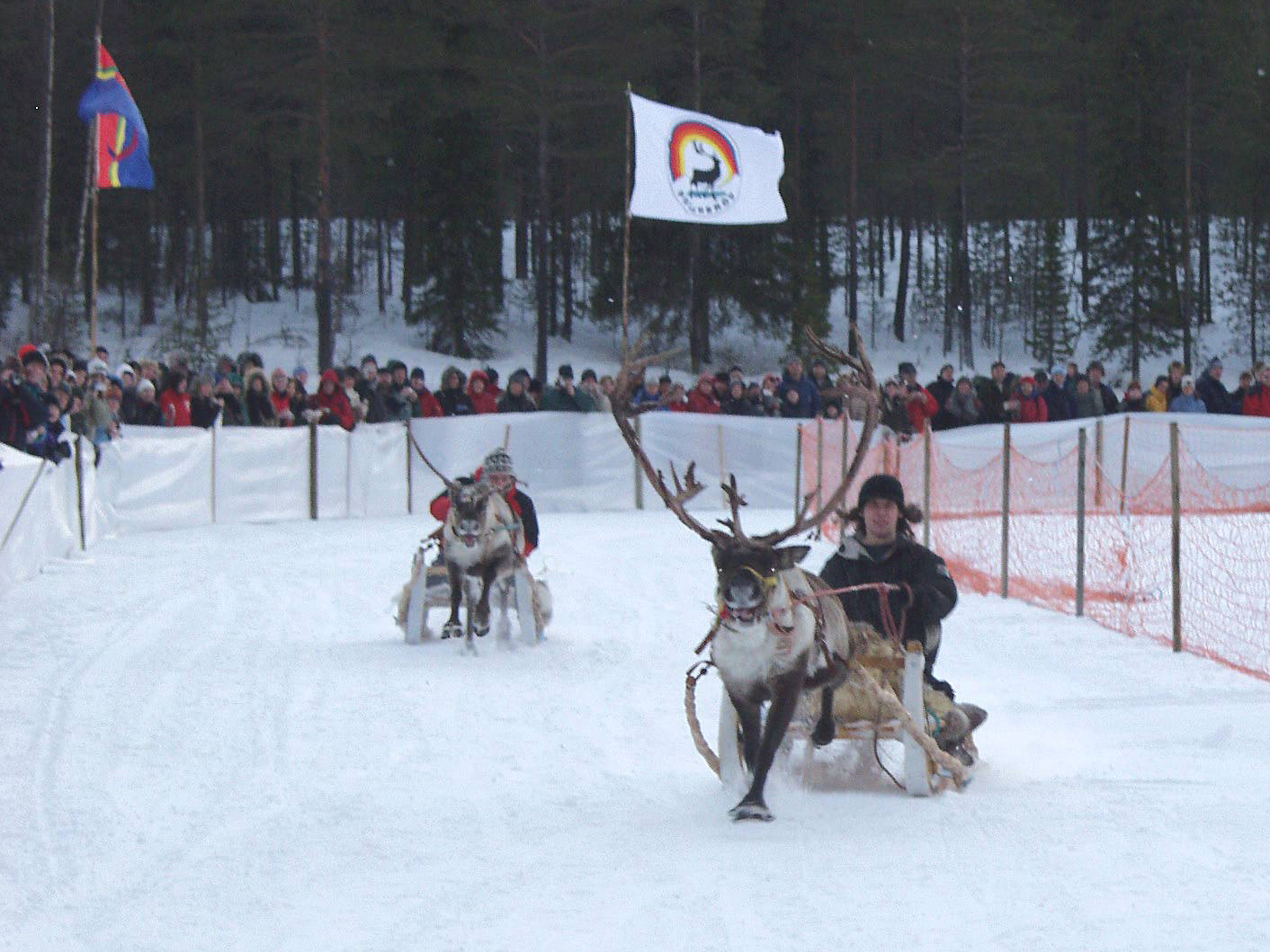
Rentierschlittenrennen auf dem Talvatis-See
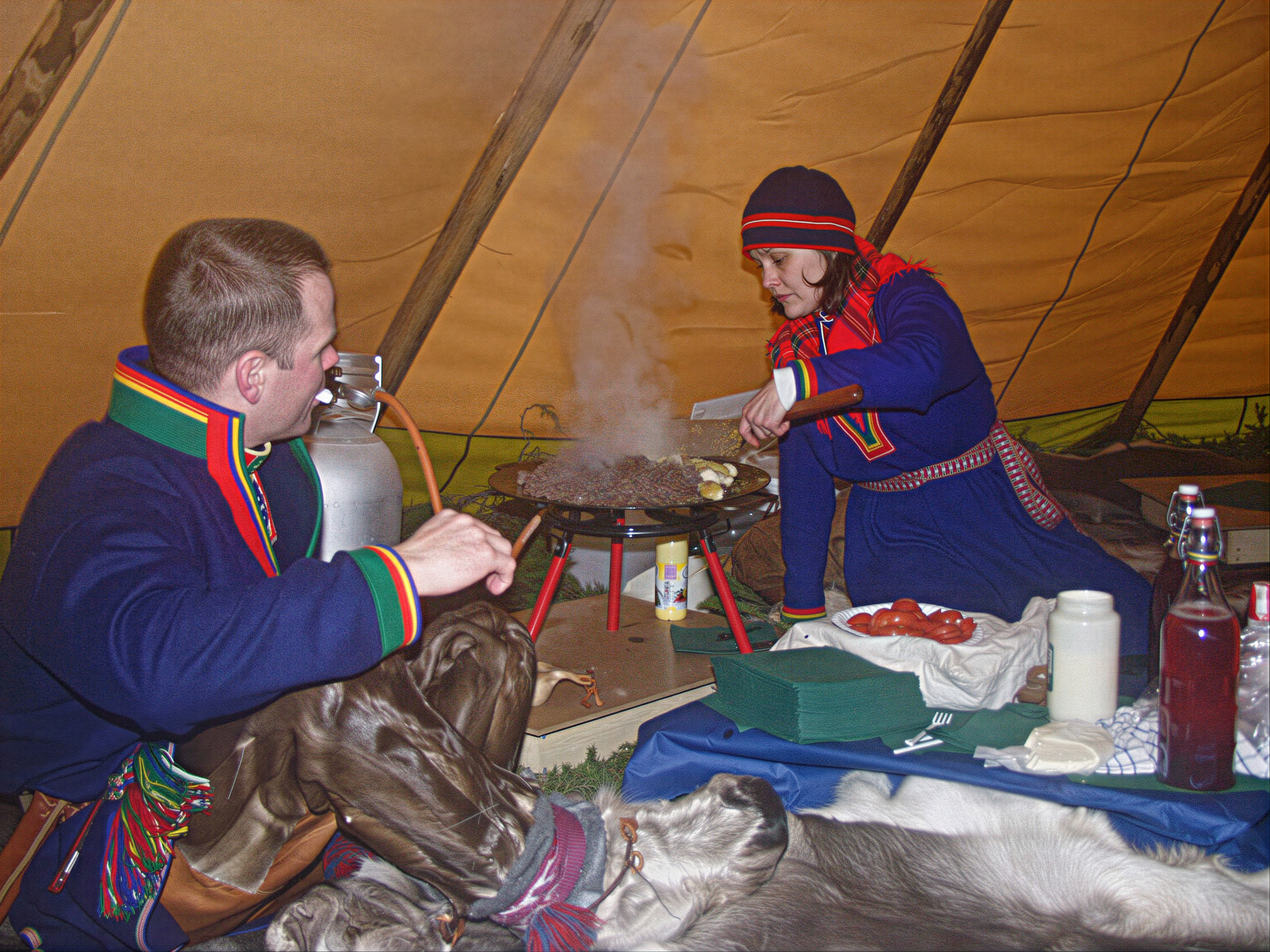
Zu Besuch in einer traditionellen Lavvu (sam. Zelt)
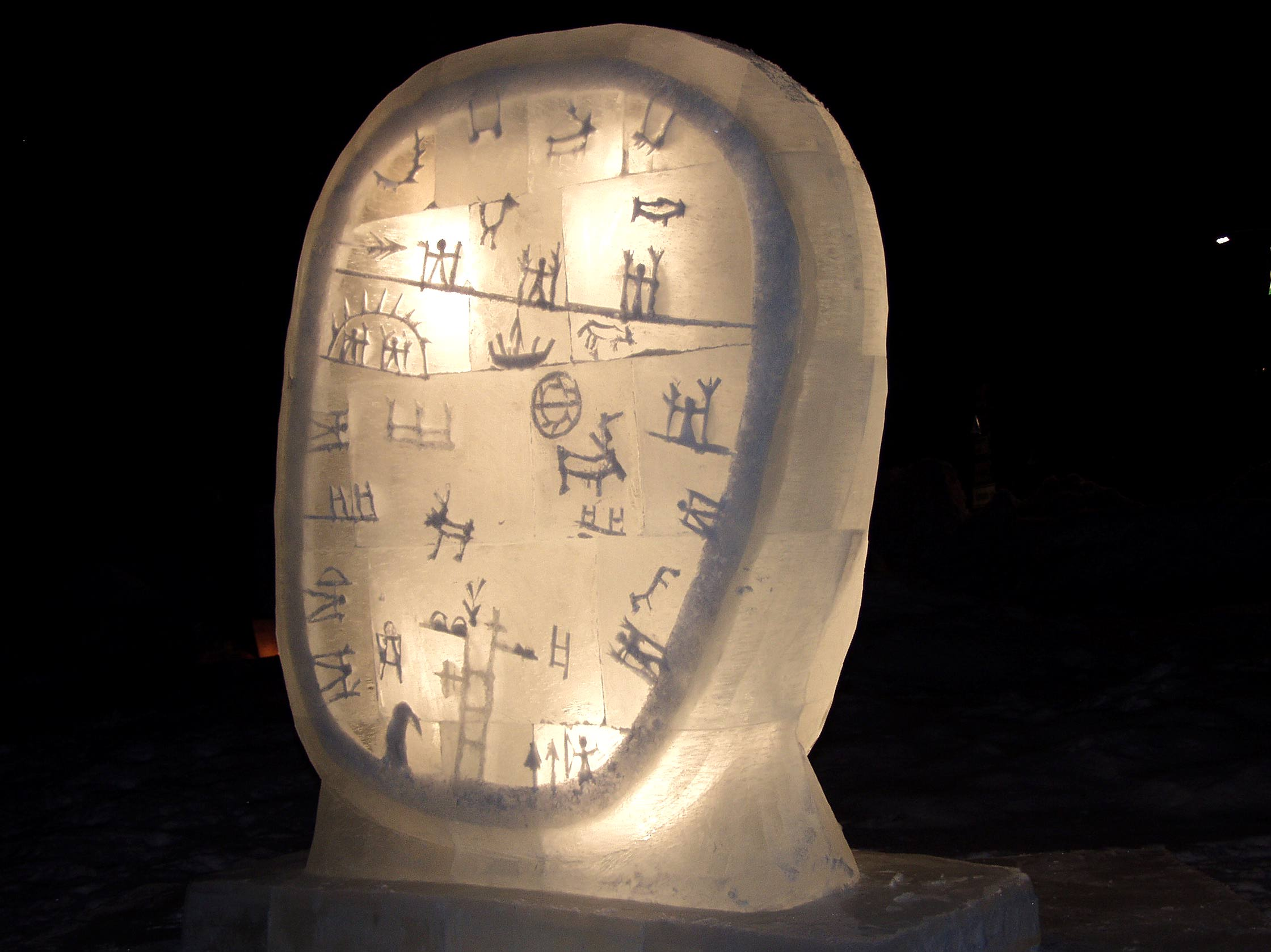
Eisskulptur in Form einer samischen Schamanentrommel
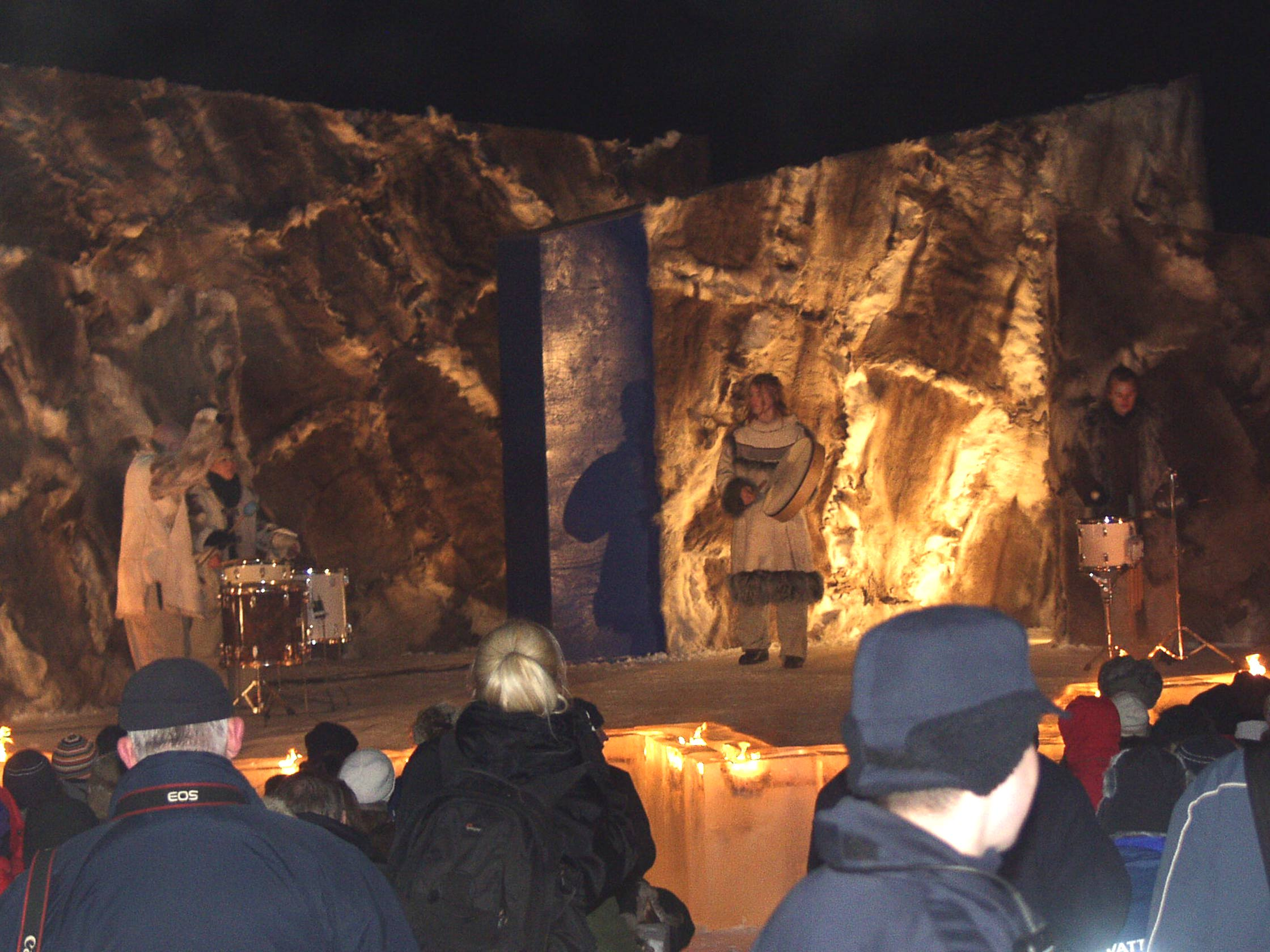
Eröffnungsfeierlichkeiten zum Jubiläumsmarkt 2005
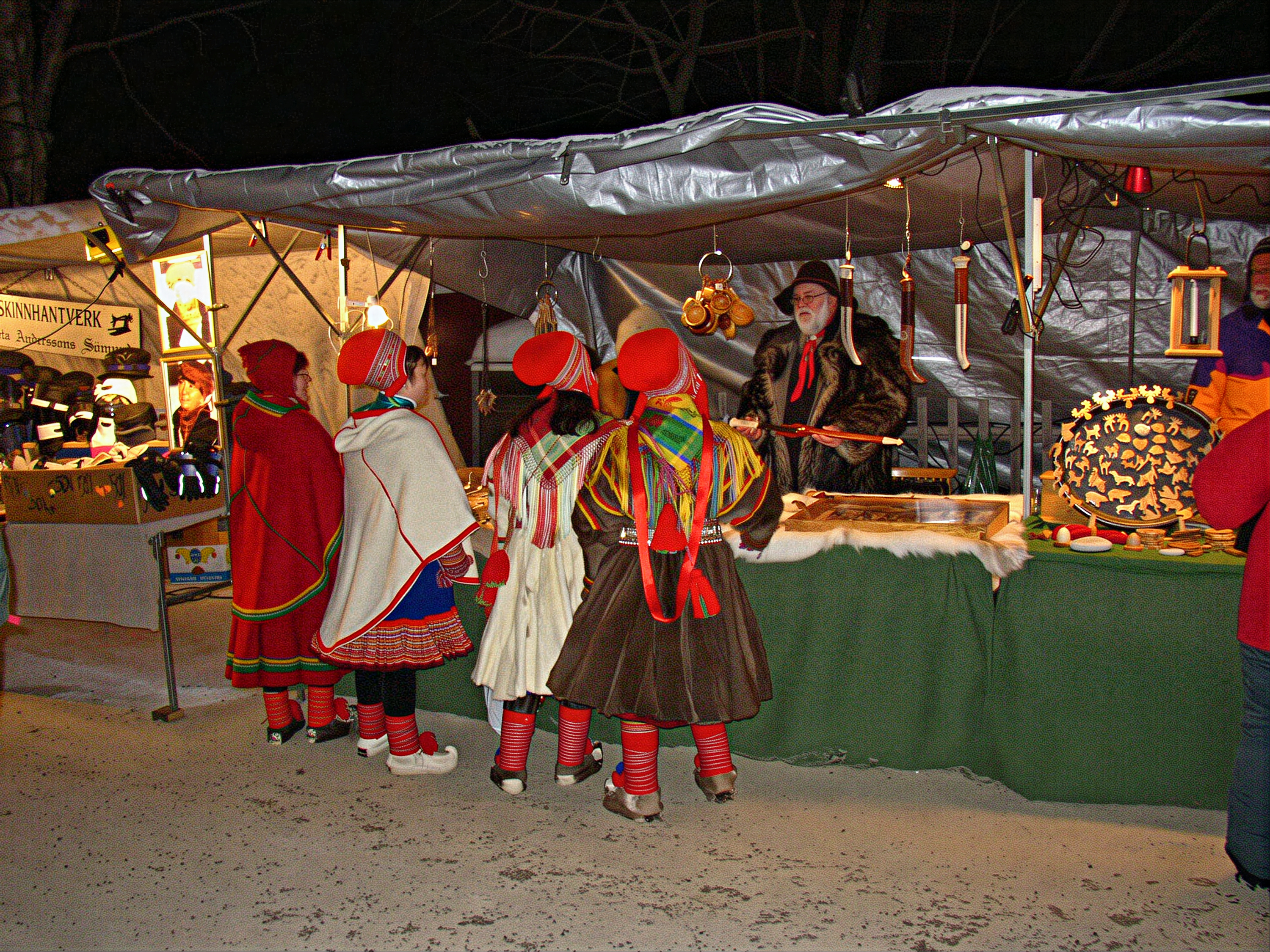
Marktstand